# یواس‌اس پتاپسکو (۱۷۹۹)
یواس‌اس پتاپسکو (۱۷۹۹) (به انگلیسی: USS Patapsco (1799)) یک کشتی بود که طول آن ۸۷ فوت (۲۷ متر) بود. این کشتی در سال ۱۷۹۹ ساخته شد.